# UAB Sportine aviacija
 (novembre 2018).

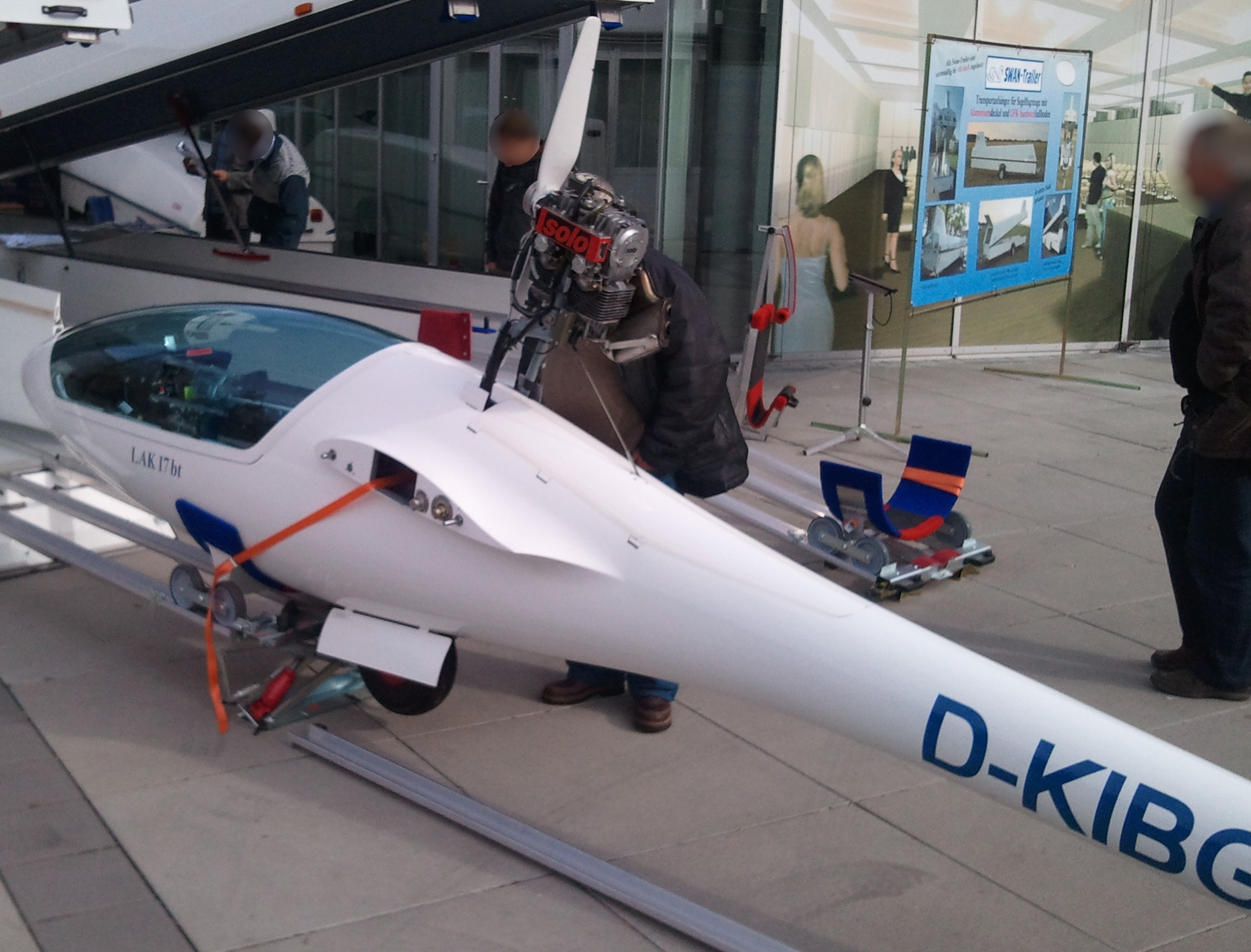
Le planeur AK-17bt de Sportine aviacija à la Deutscher Segelfliegertag à Ulm en 2010.

UAB Sportine aviacija est une entreprise lituanienne créée en 1969. Depuis plus de 35 ans l'entreprise a produit plus de 20 types de planeurs et de motoplaneurs.

## Modèles
Le premier planeur produit par UAB Sportine Aviacija est le BK-7 "lietuva" en 1972. On retrouve ensuite le LAK-12 (en) de la classe Open, puis le LAK-17A 15-18 m, les planeurs de classe standard Genesis 2 (en) et LAK-19, les planeurs motorisés tel que le LAK-17A variante T et le LAK-19 variante T, ainsi que le biplace LAK-20, motorisé ou non suivant l'option choisie, et lancé en 2002
- LAK-12 (en) Lietuva
- LAK-14 Strazdas
- LAK-15
- LAK-16
- LAK-17A variante T
- LAK-17B variante T
- LAK-19 variante T
- LAK-20 variantes T et M
- Genesis 2 (en)